# Sergio Valdés (rugbista)
Sergio Valdés (Santiago, Región Metropolitana de Santiago, 17 de septiembre de 1978) es un rugbista chileno. Juega actualmente en el Section Paloise en el que juega como segunda línea y también es rugbista internacional con la selección de rugby de Chile.

## Trayectoria
- Stade Aurillacois             (2001-2005)
- Racing Métro 92               (2005-2007)
- Football-Club Auch            (2007-2011)
- Section Paloise               (2011-2013)
- Agen                          (2013-2015)